# Elezioni generali in Brasile del 2018
Le elezioni generali in Brasile del 2018 si sono tenute il 7 ottobre per il primo turno delle elezioni presidenziali e per il rinnovo del Parlamento e il 28 ottobre per il secondo turno delle elezioni presidenziali.
Le elezioni hanno visto la vittoria del candidato di destra Jair Bolsonaro.

## Elezioni presidenziali

### Candidati
| # | #  | Candidato/a Presidente | Candidato/a Presidente     | Candidato/a Vicepresidente | Candidato/a Vicepresidente          | Partito/coalizione                                             | Incarichi ricoperti |
| - | -- | ---------------------- | -------------------------- | -------------------------- | ----------------------------------- | -------------------------------------------------------------- | --- |
|   | 12 |                        | Ciro Gomes (PDT)           |                            | Kátia Abreu (PDT)                   | Brasile Sovrano PDT, AVANTE                                    | Deputato Federale del Ceará 2007–2011; Ministro dell'Integrazione nazionale 2003–2006; Ministro delle finanze 1994–1995; Governatore del Ceará 1991–1994; Sindaco di Fortaleza 1989–1990; Deputato statale of Ceará 1983–1989; candidato alla Presidenza nel 1998 e 2002. |
|   | 13 |                        | Fernando Haddad (PT)       |                            | Manuela d'Ávila (PCdoB)             | Il Popolo di nuovo felice PT, PROS, PCdoB                      | Sindaco di San Paolo 2013–2017; Ministro dell'istruzione 2005–2012. |
|   | 15 |                        | Henrique Meirelles (MDB)   |                            | Germano Rigotto (MDB)               | Questa è la soluzione MDB, PHS                                 | Ministro dell'economia 2016–2018; Presidente della Banca centrale del Brasile 2003–2011; Deputato Federale del Goiás 2003; Presidente e COO di BankBoston 1996–1999; Presidente di BankBoston Brasile 1984–1996. |
|   | 16 |                        | Vera Lúcia (PSTU)          |                            | Hertz Dias (PSTU)                   | Partito Socialista dei Lavoratori Unificato (PSTU)             | |
|   | 17 |                        | Jair Bolsonaro (PSL)       |                            | Gen. Hamilton Mourão (PRTB)         | Brasile Sopra Tutto, Dio Sopra Tutti PSL, PRTB                 | Deputato Federale di Rio de Janeiro dal 1991; Consigliere comunale di Rio de Janeiro 1989–1991. |
|   | 18 |                        | Marina Silva (REDE)        |                            | Eduardo Jorge (PV)                  | Uniti per trasformare il Brasile REDE, PV                      | Portavoce di REDE dal 2013; Senatore dall'Acre 1995–2011; Ministro dell'ambiente 2003–2008; Deputato Statale dell'Acre 1991–1995; Consigliere comunale di Rio Branco 1989–1991; candidato alla Presidenza nel 2010 e 2014. |
|   | 19 |                        | Álvaro Dias (PODE)         |                            | Paulo Rabello de Castro (PSC)       | Reale Cambiamento PODE, PSC, PTC, PRP                          | Senatore del Paraná 1983–1987 and 1999-2018; Governatore del Paraná 1987–1991; Deputato Federale del Paraná 1975–1983; Deputato Statale del Paraná 1971–1975. |
|   | 27 |                        | José Maria Eymael (DC)     |                            | Helvio Costa (DC)                   | Democrazia Cristiana (DC)                                      | Presidente della DC dal 1997; Deputato Federale del San Paolo 1986–1995; candidato alla Presidenza nel 1998, 2006, 2010 e 2014 |
|   | 30 |                        | João Amoêdo (NOVO)         |                            | Christian Lohbauer (NOVO)           | Nuovo Partito (NOVO)                                           | Presidente di NOVO 2011–2017. |
|   | 45 |                        | Geraldo Alckmin (PSDB)     |                            | Ana Amélia (PP)                     | Per unire il Brasile PSDB, DEM, PP, PR, PRB, SD, PTB, PSD, PPS | Governatore di San Paolo 2011–2018 e 2001–2006; Presidente del PSDB dal 2017; Segretario di Stato per lo sviluppo di San Paolo 2009–2010; Vice Governatore di San Paolo 1995–2001; Deputato Federale di San Paolo 1987–1994; Deputato Statale di San Paolo 1983–1987; Sindaco di Pindamonhangaba 1977–1982; Consigliere comunale di Pindamonhangaba 1973–1977; candidato alla Presidenza nel 2006. |
|   | 50 |                        | Guilherme Boulos (PSOL)    |                            | Sônia Guajajara (PSOL)              | Andiamo senza paura di cambiare il Brasile PSOL, PCB           | Professore all'Universidade de São Paulo, attivista politico e sociale, scrittore. |
|   | 51 |                        | Cabo Daciolo (PATRI)       |                            | Suelene Balduino Nascimento (PATRI) | Patriota (PATRI)                                               | Deputato Federale di Rio de Janeiro dal 2015. |
|   | 54 |                        | João Vicente Goulart (PPL) |                            | Léo Alves (PPL)                     | Partito Patria Libera (PPL)                                    | Deputato Statale del Rio Grande do Sul 1982–1986. |

## Risultati

### Elezioni presidenziali
| Jair Bolsonaro       | Partito Social-Liberale                     | 49 277 010  | 46,03 | 57 797 847  | 55,13 |  |  |  |
| Fernando Haddad      | Partito dei Lavoratori                      | 31 342 051  | 29,28 | 47 040 906  | 44,87 |  |  |  |
| Ciro Gomes           | Partito Democratico Laburista               | 13 344 371  | 12,47 |             |       |  |  |  |
| Geraldo Alckmin      | Partito della Social Democrazia Brasiliana  | 5 096 350   | 4,76  |             |       |  |  |  |
| João Amoêdo          | Partito Nuovo                               | 2 679 745   | 2,50  |             |       |  |  |  |
| Cabo Daciolo         | Patriota                                    | 1 348 323   | 1,26  |             |       |  |  |  |
| Henrique Meirelles   | Movimento Democratico Brasiliano            | 1 288 950   | 1,20  |             |       |  |  |  |
| Marina Silva         | Rete Sostenibilità                          | 1 069 578   | 1,00  |             |       |  |  |  |
| Álvaro Dias          | Podemos                                     | 859 601     | 0,80  |             |       |  |  |  |
| Guilherme Boulos     | Partito Socialismo e Libertà                | 617 122     | 0,58  |             |       |  |  |  |
| Vera Lúcia           | Partito Socialista dei Lavoratori Unificato | 55 762      | 0,05  |             |       |  |  |  |
| José Maria Eymael    | Democrazia Cristiana                        | 41 710      | 0,04  |             |       |  |  |  |
| João Vicente Goulart | Partito Patria Libera                       | 30 176      | 0,03  |             |       |  |  |  |
| Totale               | Totale                                      | 107 050 749 | 100   | 104 838 753 | 100   |  |  |  |
|                      |                                             |             |       |             |       |  |  |  |
| Voti non validi      | Voti non validi                             | 10 313 159  | 8,79  | 11 094 698  | 9,57  |  |  |  |
| Votanti              | Votanti                                     | 117 363 908 | 79,67 | 115 933 451 | 78,70 |  |  |  |
| Elettori             | Elettori                                    | 147 306 295 |       | 147 306 294 |       |  |  |  |

### Elezioni parlamentari

#### Camera dei deputati
| Partito Social-Liberale                     | 11 457 878  | 11,65 | 52  |  |  |  |
| Partito dei Lavoratori                      | 10 126 611  | 10,30 | 56  |  |  |  |
| Partito della Social Democrazia Brasiliana  | 5 905 541   | 6,01  | 29  |  |  |  |
| Partito Social Democratico                  | 5 749 008   | 5,85  | 34  |  |  |  |
| Progressisti                                | 5 480 067   | 5,57  | 37  |  |  |  |
| Movimento Democratico Brasiliano            | 5 439 167   | 5,53  | 34  |  |  |  |
| Partito Socialista Brasiliano               | 5 386 400   | 5,48  | 32  |  |  |  |
| Partito della Repubblica                    | 5 224 591   | 5,31  | 33  |  |  |  |
| Partito Repubblicano Brasiliano             | 4 992 016   | 5,08  | 30  |  |  |  |
| Democratici                                 | 4 581 162   | 4,66  | 29  |  |  |  |
| Partito Democratico Laburista               | 4 545 846   | 4,62  | 28  |  |  |  |
| Partito Socialismo e Libertà                | 2 783 669   | 2,83  | 10  |  |  |  |
| Partito Nuovo                               | 2 748 079   | 2,79  | 8   |  |  |  |
| Podemos                                     | 2 243 320   | 2,28  | 11  |  |  |  |
| Partito Repubblicano dell'Ordine Sociale    | 2 042 610   | 2,08  | 8   |  |  |  |
| Partito Laburista Brasiliano                | 2 022 719   | 2,06  | 10  |  |  |  |
| Solidarietà                                 | 1 953 067   | 1,99  | 13  |  |  |  |
| Avante                                      | 1 844 048   | 1,88  | 7   |  |  |  |
| Partito Sociale Cristiano                   | 1 765 226   | 1,80  | 8   |  |  |  |
| Partito Verde                               | 1 592 173   | 1,62  | 4   |  |  |  |
| Partito Popolare Socialista                 | 1 590 084   | 1,62  | 8   |  |  |  |
| Patriota                                    | 1 432 304   | 1,46  | 5   |  |  |  |
| Partito Umanista di Solidarietà             | 1 426 444   | 1,45  | 6   |  |  |  |
| Partito Comunista del Brasile               | 1 329 575   | 1,35  | 9   |  |  |  |
| Partito Repubblicano Progressista           | 851 368     | 0,87  | 4   |  |  |  |
| Rete Sostenibilità                          | 816 784     | 0,83  | 1   |  |  |  |
| Partito Rinnovatore Laburista Brasiliano    | 684 976     | 0,70  | –   |  |  |  |
| Partito della Mobilitazione Nazionale       | 634 129     | 0,64  | 3   |  |  |  |
| Partito Laburista Cristiano                 | 601 814     | 0,61  | 2   |  |  |  |
| Partito Patria Libera                       | 385 197     | 0,39  | 1   |  |  |  |
| Democrazia Cristiana                        | 369 386     | 0,38  | 1   |  |  |  |
| Partito delle Donne Brasiliane              | 228 302     | 0,23  | –   |  |  |  |
| Partito Comunista Brasiliano                | 61 343      | 0,06  | –   |  |  |  |
| Partito Socialista dei Lavoratori Unificato | 41 304      | 0,04  | –   |  |  |  |
| Partito della Causa Operaia                 | 2 785       | 0,00  | –   |  |  |  |
| Totale                                      | 98 338 993  | 100   | 513 |  |  |  |
|                                             |             |       |     |  |  |  |
| Voti non validi                             | 18 771 737  | 16,03 |     |  |  |  |
| Votanti                                     | 117 110 730 | 79,80 |     |  |  |  |
| Elettori                                    | 146 750 529 |       |     |  |  |  |

#### Senato
| Liste                                       | Voti        | %     | Seggi |
| ------------------------------------------- | ----------- | ----- | ----- |
| Partito dei Lavoratori                      | 24 785 670  | 14,46 | 4     |
| Partito della Social Democrazia Brasiliana  | 20 310 558  | 11,85 | 4     |
| Partito Social-Liberale                     | 19 413 869  | 11,33 | 4     |
| Movimento Democratico Brasiliano            | 12 800 290  | 7,47  | 7     |
| Democratici                                 | 9 218 658   | 5,38  | 4     |
| Partito Socialista Brasiliano               | 8 234 195   | 4,80  | 2     |
| Partito Social Democratico                  | 8 202 342   | 4,79  | 4     |
| Partito Democratico Laburista               | 7 737 982   | 4,52  | 2     |
| Progressisti                                | 7 529 901   | 4,39  | 5     |
| Rete Sostenibilità                          | 7 166 003   | 4,18  | 5     |
| Podemos                                     | 5 494 125   | 3,21  | 1     |
| Partito Socialismo e Libertà                | 5 273 853   | 3,08  | –     |
| Partito Umanista di Solidarietà             | 4 228 973   | 2,47  | 2     |
| Partito Sociale Cristiano                   | 4 126 068   | 2,41  | 1     |
| Solidarietà                                 | 4 001 903   | 2,34  | 1     |
| Partito Nuovo                               | 3 467 746   | 2,02  | –     |
| Partito della Repubblica                    | 3 130 082   | 1,83  | 1     |
| Partito Popolare Socialista                 | 2 954 800   | 1,72  | 2     |
| Partito Repubblicano Progressista           | 1 974 061   | 1,15  | 1     |
| Partito Laburista Brasiliano                | 1 899 838   | 1,11  | 2     |
| Partito Comunista del Brasile               | 1 673 190   | 0,98  | –     |
| Partito Repubblicano Brasiliano             | 1 505 607   | 0,88  | 1     |
| Partito Repubblicano dell'Ordine Sociale    | 1 370 513   | 0,80  | 1     |
| Partito Verde                               | 1 226 392   | 0,72  | –     |
| Partito Rinnovatore Laburista Brasiliano    | 886 267     | 0,52  | –     |
| Avante                                      | 731 379     | 0,43  | –     |
| Partito Patria Libera                       | 504 209     | 0,29  | –     |
| Partito Socialista dei Lavoratori Unificato | 413 914     | 0,24  | –     |
| Partito della Mobilitazione Nazionale       | 329 973     | 0,19  | –     |
| Partito Comunista Brasiliano                | 256 655     | 0,15  | –     |
| Partito Laburista Cristiano                 | 222 931     | 0,13  | –     |
| Democrazia Cristiana                        | 154 068     | 0,09  | –     |
| Patriota                                    | 60 589      | 0,04  | –     |
| Partito delle Donne Brasiliane              | 51 027      | 0,03  | –     |
| Partito della Causa Operaia                 | 38 691      | 0,02  | –     |
| Totale                                      | 171 376 322 | 100   | 54    |